# Equipe sudanesa na Copa Davis
A equipe sudanesa na Copa Davis representa o Sudão na Copa Davis, principal competição de tênis masculina por equipes do mundo. É administrada pela Sudan Lawn Tennis Association.